# Barbarossakirche St. Jakobus

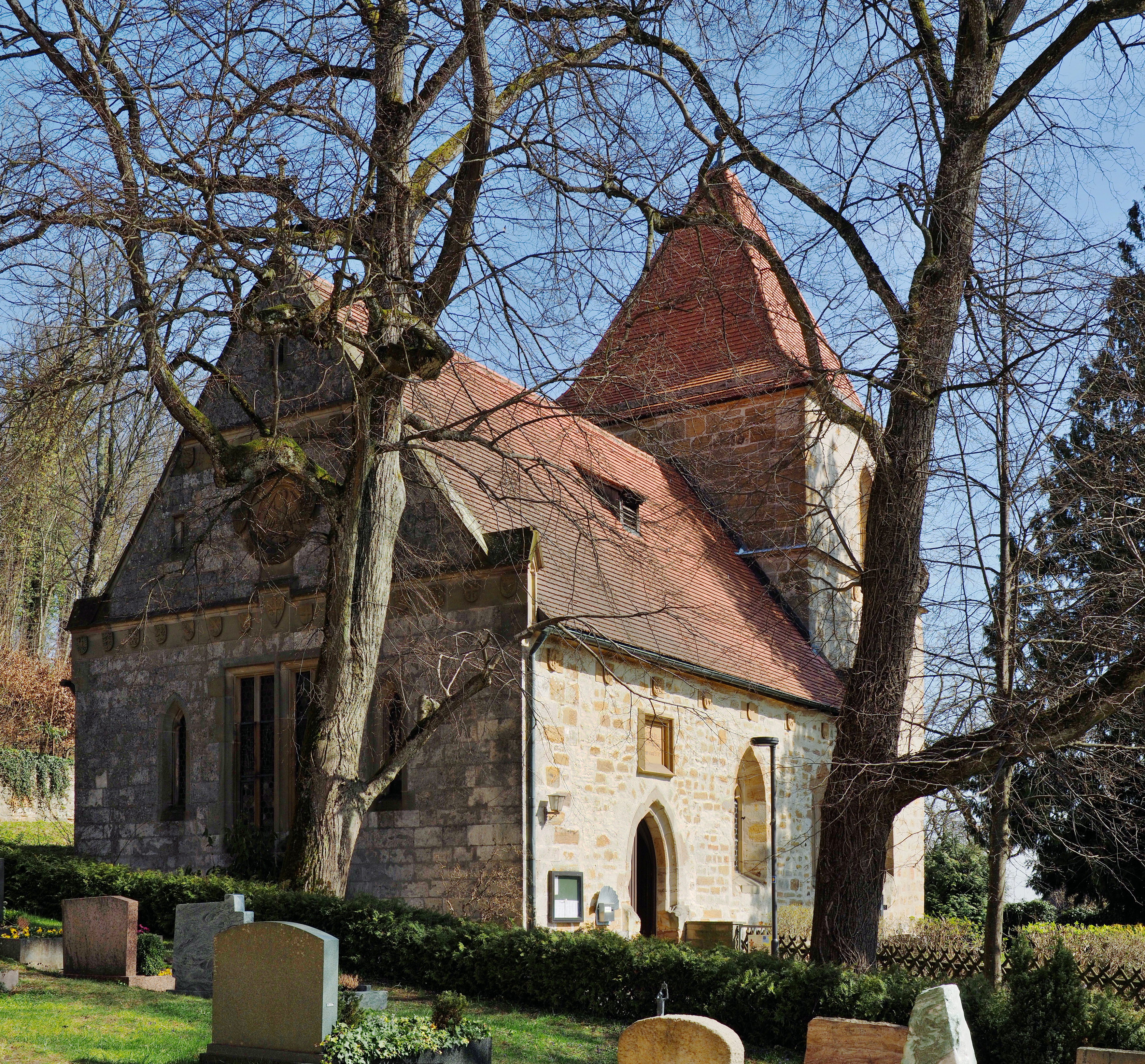
Ansicht der Barbarossakirche von Südwesten

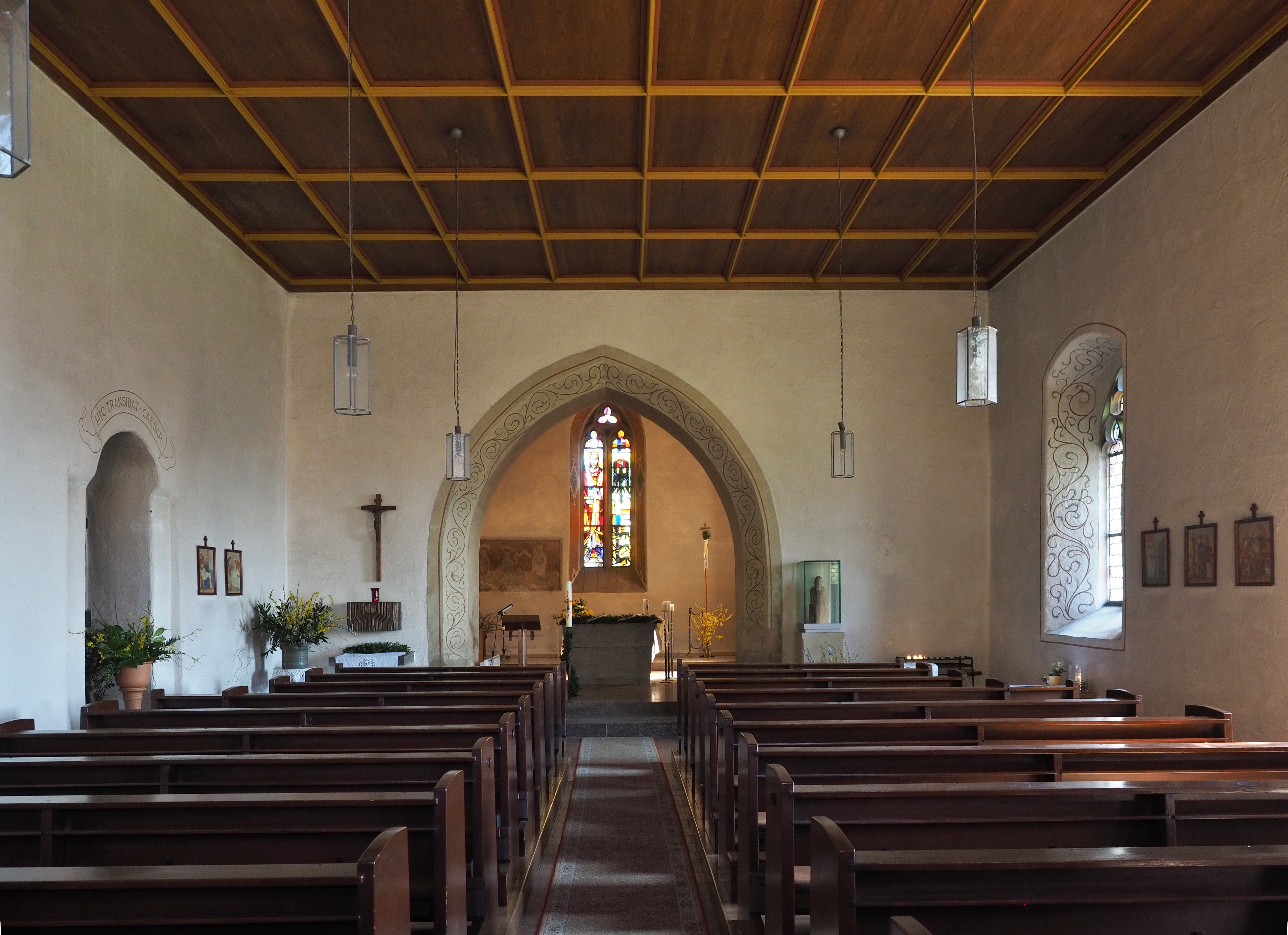
Innenraum der Kirche

Die evangelische Barbarossakirche ist ein Kirchenbau aus dem 15. Jahrhundert im Göppinger Ortsteil Hohenstaufen.

## Geschichte
Die Barbarossakirche wurde Ende des 15. Jahrhunderts im Ort Hohenstaufen erstellt, der zusammen mit der Burg Hohenstaufen (erbaut um 1070) entstanden war. Vermutlich gab es an derselben Stelle bereits früher ein Gotteshaus. Der Name der Kirche lautete St. Jakob.
Im Zuge der deutschen Nationalbewegung gründete der Hohenstaufener Pfarrer Eduard Keller 1833 den Hohenstaufenverein, der die Kirche ab 1859 zu einem nationalen Geschichtsdenkmal umgestaltete. Dabei wurde die Westfassade mit den Wappen der staufischen Herrschaftsgebiete, Ministerialengeschlechter und sieben Kurfürsten versehen. Die Kirche erhielt nach dem Stauferkaiser Friedrich I. Barbarossa ihren neuen Namen.
Im Innenraum befand sich eine Wandmalerei mit einem Bildnis Friedrich Barbarossas und Versbeischriften, die auf eine zugemauerte Pforte an der Nordwand aufgemalt war. Das Jahr der Erstellung ist unbekannt, die erste erhaltene Beschreibung stammt von 1656. Die Malerei wurde mehrfach renoviert und 1891 entfernt, als die Pforte wieder eröffnet wurde.

## Ausstattung

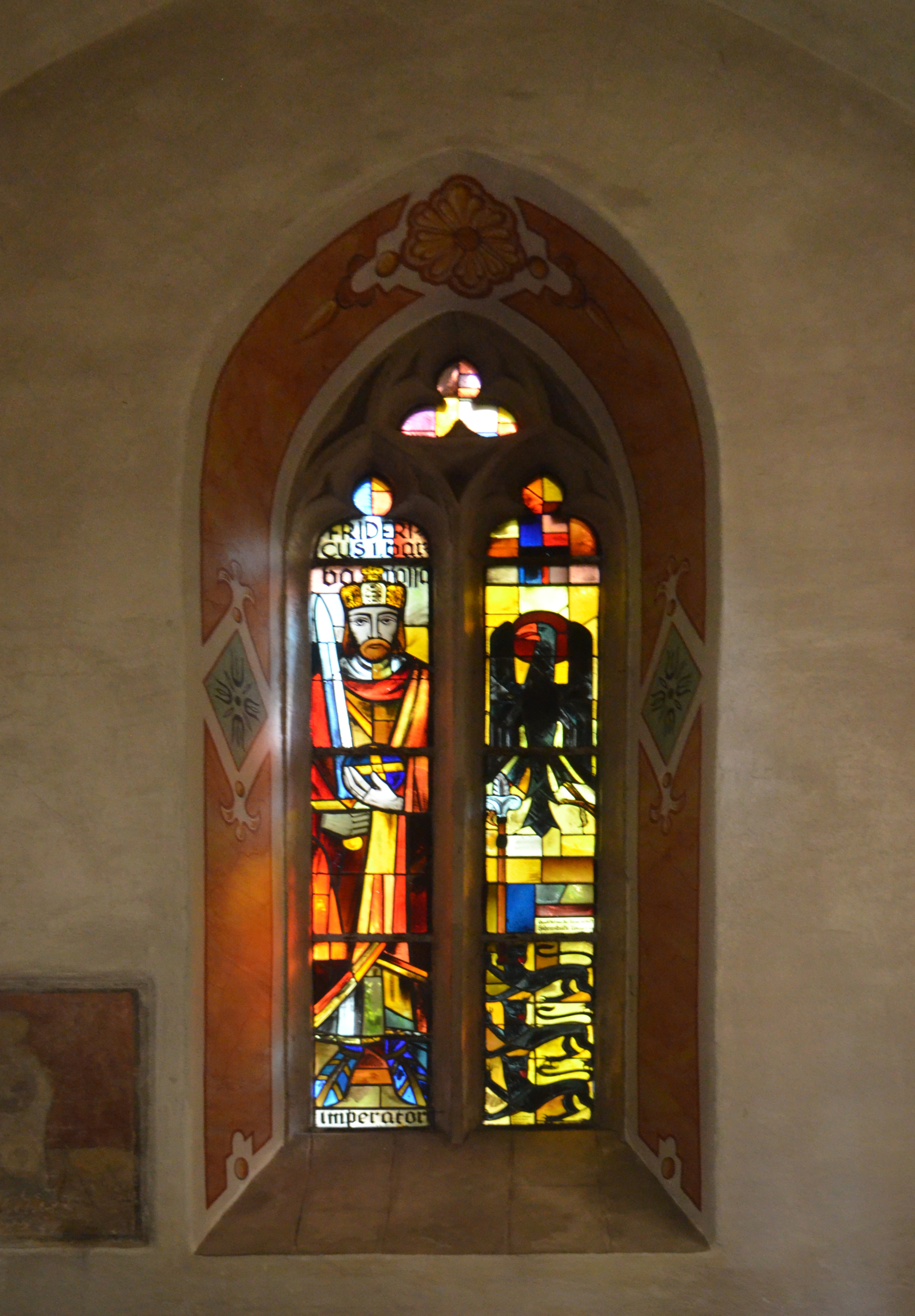
Chorfenster

1932 stiftete die Turnerschaft Hohenstaufia Tübingen in Anknüpfung an den Nationalkult des 19. Jahrhunderts das farbverglaste Chorfenster mit dem Bildnis Kaisers Friedrich I. Barbarossa, dem Reichsadler und dem Staufer-Wappen. Das Fenster gegenüber in der rückwärtigen Westwand stellt ein Korrektiv dazu dar und eine Auseinandersetzung mit dem verschlüsselt doppeldeutigen „Im Jahre deutscher Schicksalswende 1933“ – so die 1945 getilgte Glas-Inschrift, deren subtil zeitkritisches Anliegen, ebenso wie die künstlerische Darstellung, offenbar von den parteitreuen Göppinger Stiftern der Fenster nicht verstanden wurde: Der Stuttgarter Künstler Walter Kohler, der Bekennenden Kirche verbunden, schuf nicht, wie fälschlicherweise gesehen wurde, ein vierteiliges Fenster mit NS-bezogenen Lebenssituationen von Jugendlichen, sondern nur zwei Themen: links die zeitgeschichtlich aktuelle Fassung der bevorstehenden Verhaftung Jesu im Garten Gethsemane durch eine mit Geräten bewaffnete Soldateska unter Führung des Judas (kenntlich am gelben Gewand) unter dem (ebenfalls 1945 getilgten) Hakenkreuz in der Fahne; rechts die reale christliche Gemeinde in Gemeinschaft und Gespräch, Geben und Empfangen, Fürsorge, Lehre und Aufmerksamkeit unter dem schmächtigen und machtlosen wahren Heilsbringer Jesus am Kreuz. Der Künstler Walter Kohler hat zeitgleich und danach in der benachbarten evangelischen Kirche Hohenstaufen das große, tief religiöse und zeitgeschichtlich bedeutsame Weltgerichts-Fresko geschaffen.